# 名古屋市天白図書館
名古屋市天白図書館（なごやし てんぱくとしょかん）は、愛知県名古屋市天白区横町にある名古屋市図書館の分館である。
2014年（平成26年）度の蔵書数は93,561冊、貸出数は604,817冊である。
図書を93,561冊（一般和書：62,027冊、児童書：31,501冊）、新聞を30紙、雑誌を218誌、視聴覚資料を2,101点（紙芝居：756組、CD：762枚、カセットテープ:334巻、ビデオテープ：78巻、ビデオディスク：138枚、CD・DVD-ROM：33枚）所蔵している。

## 特色
天白図書館は、名東図書館に続いて、建設設計段階より住民参加が実現した図書館であるという。それは、開館当時の本山市政において打ち出されていた住民参加型の市政の一環であった。開館当時の特色として挙げられるマンガの蔵書もまた、住民からの要望に応えたものであった。天白図書館は自館を「『マンガのある図書館』として全国的に知られている」と評しているが、現代マンガ図書館の内記稔夫と日本マンガ学会の秋田孝宏は、開館当時話題になったものの2007年（平成19年）時点ではそれほどでもないとしている。

## 沿革

### 前史
図書館開館前の天白区は、図書館利用のためにバスで1時間掛けて瑞穂図書館や鶴舞中央図書館に赴かなければならないほどの不便な地域であったために、主婦などの個人が自宅を開放したり、団地の集会場を利用したりして運用する「子ども文庫」なる私立の小図書館が各地で行われていた。子ども文庫の運営者を中心に「天白によい図書館をつくる会」が設立され、前述のような住民参加による図書館づくりが進むことになる。また、この住民運動とは別に「天白区を住みよくする会」（1973年（昭和48年）7月24日設立）による要望の動きも存在した。
- 1974年（昭和49年）12月 - 「天白によい図書館をつくる会」設立準備会[8]。
- 1975年（昭和50年）2月 - 「天白によい図書館をつくる会」が正式に発足する[14]。以降、毎月のように図書館に関する勉強会が行われた[15]。
- 1976年（昭和51年）4月30日 - 「天白によい図書館をつくる会」が市教育長・鶴舞中央図書館長宛に「天白図書館に関する要望書」を提出する[16]。同日、図書館用の土地として、天白町大字島田地内 名古屋市天白土地区画整理組合保留予定地 133Aブロック1番が購入される[17]。
- 1977年（昭和52年）
  - 4月1日 - 天白図書館設置準備のために職員に対して辞令が交付される[18]。
  - 6月[19] - 住民の要望を知るための手段として、「希望の小箱」を名東図書館の例に倣い、工事現場に設置[20]。のち、住民の利便性を考慮し、平針原区画整理組合・天白区役所・平針住宅集会所・相生山住宅集会所の4ヶ所に増設する[19]。この目安箱の投書を検討する中で、子供からの要望が多いと考えられたマンガの所蔵が決定され、毎日新聞1977年7月16日付「子どもにすすめられる100冊」に従って選書がすすめられた[9]。
  - 11月8日 - 準備室が鶴舞中央図書館内より天白図書館内に移転[21]。

### 開館後
図書館開館により、一部の「子ども文庫」は廃止されるものの、多くは存続し、図書館との棲み分けが行われた。また、名古屋市図書館では初めての事例となった、集合住宅との併設については、利用者に先進的な事例であると好意的に評価されている。
- 1977年（昭和52年） 11月18日 - 開館式[24]。翌日、開館[24]。当日は開館を待ち望んだ住民により満員となり、「本を借りられずに帰った人が800人いた」などのエピソードが残されている[24]。結局、当日の入館者は3,954人であった[24]。
- 1984年（昭和59年）7月8日 - 住居表示の実施により、所在地が横町701番地となる[25]。

## サービス
図書館の入館や利用はだれでも可能であるが、館外貸出には利用者登録が必要で愛知県在住・在勤・在学者のみが可能となっている。
館外貸出
図書が最大14日で6冊まで、それとは別に紙芝居が3組まで、カセットテープ・CD・DVDが3点まで、紙芝居舞台1台の館外帯出が可能である。また、返却は紙芝居の舞台以外であれば貸し出し館に限らず名古屋市図書館各館において行うことができる。ただし、貸出点数に関しては、名古屋市図書館全館で共通して計算する。
開館時間
火 - 土：9時30分 - 19時00分
日・祝日：9時30分 - 17時00分
休館日
月曜日（祝日の場合は開館し翌日休館）
毎月第3金曜日（祝日の場合は開館）
特別整理期間
年末年始（12月29日から1月4日まで）

## 交通アクセス
- 名古屋市営地下鉄鶴舞線 植田駅下車、南へ約800メートル[28]。
- 名古屋市営バス天白巡回系統「天白図書館」停留所下車 北へ70メートル[28]。
- 名古屋市営バス幹新瑞1号系統・八事11号系統「石薬師」停留所下車、北へ500メートル[28]。
- 名古屋市営バス鳴子11号系統・植田11号系統「坂海戸」停留所下車、東へ550メートル[28]。